# أخوة محمد
أخوة محمد رواية للروائية العراقية ميسلون هادي. صدرت الرواية لأوّل مرة في العام 2018 عن دار الذاكرة للنشر والتوزيع في بغداد. ودخلت في القائمة الطويلة للجائزة العالمية للرواية العربية لعام 2019، المعروفة باسم «جائزة بوكر العربية».

## حول الرواية
تروي الكاتبة العراقية «ميسلون هادي» في هذه الرواية حكاية روائية تنتقل للسكن في حي جديد، فتستقبلها شابة من سكان الحي تدعى «أورشينا»، لتكتشف أنها كاتبة جديدة أنجزت توًا روايتها الأولى وتريد من الجارة الروائية ذات التجربة أن تقرأها وتبدي رأيها وملاحظاتها فيها. تشعر الروائية أن هذه الجارة ستعبث بوقتها، فتحاول أن تتهرب من قراءة الرواية، ولكن في النهاية تذعن لطلبها، وتنتهي الروائية، التي تسميها أورشينا بالأستاذة، من القراءة، وتأتي أورشينا لتقف في باب البيت بانتظار رأي الأستاذة.